# ناهارخوران دزبن
بنای نهار خوران دزبن مربوط به دوره پهلوی اول است و در شهرستان چالوس، بخش مرکزی، جنب جاده کندوان واقع شده و این اثر در تاریخ ۱۷ اسفند ۱۳۸۱ با شمارهٔ ثبت ۷۸۴۶ به‌عنوان یکی از آثار ملی ایران به ثبت رسیده است.